# 和倉昭和博物館とおもちゃ館
和倉昭和博物館とおもちゃ館（わくらしょうわはくぶつかんとおもちゃかん）は、石川県七尾市にある博物館である。

## 概要
2007年（平成19年）4月28日、金沢おもちゃ博物館を移転して開館した。
館長が個人収集した昭和初期から40年代のおもちゃや車両を中心に約10,000点を展示している。

## 施設概要
1階：昭和博物館
マツダ・R360クーペやダイハツ・ミゼットなどの乗用車のほか、茶の間や駄菓子屋・タバコ屋など商店街を再現している。
2階：おもちゃ博物館
国内のおもちゃや雑誌、レコードなど、昭和時代をテーマにした収集品を展示している。
屋外：車両展示館
消防車やマツダ・T1500、キャロル600などの乗用車や鉄腕アトムや鉄人28号の立体人形が配置されている。

## 施設情報
開館時間9時 - 17時 入館は16時30分まで
休館日年末年始
入館料高校生以上 700円、中学生以下 500円、乳幼児 無料（各種割引あり）
駐車場大型バス 10台、乗用車 45台（無料）

## 交通アクセス
空路
- 能登空港から車で50分。

鉄道
- 和倉温泉駅（JR七尾線・のと鉄道七尾線）から車で2分。

バス
- 北鉄能登バス和倉線：香島バス停から徒歩5分。

車
- 国道249号七尾田鶴浜バイパス：和倉ICから5分。

## 周辺施設
- 和倉温泉
- 和倉温泉お祭り会館